# Washington, Virginia
Washington är administrativ huvudort i Rappahannock County i Virginia. Orten har fått sitt namn efter George Washington. Vid 2010 års folkräkning hade Washington 135 invånare.